# Hội đồng Giám mục Trung Quốc Đại lục
Hội đồng Giám mục Trung Quốc Đại lục, tên chính thức là Giám mục đoàn Công giáo tại Trung Quốc Đại lục (tiếng Trung: 天主教中国大陆主教团, Thiên Chúa giáo Trung Quốc Đại lục Chủ giáo đoàn) là tổ chức tập hợp các giám mục thuộc giáo  hội hầm trú tại Trung Quốc. Được thành lập năm 1989, tổ chức này tuyên bố trung thành với Giáo hoàng và giáo hội hoàn vũ, không thừa nhận giáo hội "nhất hội nhất đoàn" (tức giáo hội do Hội Công giáo Yêu nước Trung Quốc và Đoàn Giám mục Công giáo Trung Quốc điều hành) được chính quyền Trung Quốc bảo trợ. Hội đồng Giám mục Trung Quốc Đại lục bị chính quyền Trung Quốc xem là tổ chức bất hợp pháp theo pháp luật của Cộng hòa Nhân dân Trung Hoa. 